# Euthlastoblatta sacrificata
Euthlastoblatta sacrificata är en kackerlacksart som först beskrevs av Guilherme A.M.Lopes och de Oliveira 2005.  Euthlastoblatta sacrificata ingår i släktet Euthlastoblatta och familjen småkackerlackor. Inga underarter finns listade i Catalogue of Life.